# جون إس. ألين
جون إس. ألين (بالإنجليزية: John S. Allen)‏ هو عالم فلك أمريكي، ولد في 13 مايو 1907 في بيندلتون في الولايات المتحدة، وتوفي في 27 ديسمبر 1982 في تامبا في الولايات المتحدة.